# Władimir Draganier
Władimir Michajłowicz Draganier, ros. Влади́мир Миха́йлович Драгане́р (ur. 2 marca 1981) – rosyjski seryjny morderca, zwany Kamyszyńskim Maniakiem. Między marcem a sierpniem 1999 r. zamordował 5 osób w Kamyszynie.

## Zbrodnie
Pierwszego morderstwa Draganier dopuścił się 8 marca 1999 r. Napadł wtedy na młodą kobietę, której zadał kilkadziesiąt ciosów nożem. W ten sposób zabił jeszcze 2 kobiety. Ofiarom zabierał biżuterię, nie zgwałcił żadnej z nich. Draganier zabił też 2 swoich znajomych. Pierwszego z nich zwabił nad brzeg Wołgi, gdzie wraz z wspólnikami pobił go i związał. Następnie wrzucili nastolatka do rzeki, gdzie utonął. Drugiego znajomego zamordował, gdyż ten podejrzewał go o dokonanie wcześniejszych morderstw. Draganier zabił chłopaka strzelając do niego z pistoletu. Następnie z pomocą wspólników zakopał ciało niedaleko jednostki wojskowej.

## Aresztowanie i proces
Władimir Draganier został aresztowany pod koniec sierpnia 1999 r. Stało się to po tym, gdy jedyna ocalała ofiara zidentyfikowała go na zdjęciu, które leżało na biurku funkcjonariusza prowadzącego sprawę. Milicjant prowadził też sprawę zaginionego znajomego Draganiera, z którym znajdował się na fotografii. Podczas przesłuchania przyznał się do popełnienia morderstw. Stwierdził, że zabijał z nienawiści do kobiet (dlatego też pierwszej zbrodni dopuścił się w Dzień Kobiet). 18 lipca 2001 Sąd Okręgowy w Wołgogradzie skazał Draganiera na karę dożywotniego pozbawienia wolności. Jego wspólnicy otrzymali wyroki wieloletniego więzienia.